# 25832 Van Scoyoc
25832 Van Scoyoc este un asteroid din centura principală de asteroizi.

## Descriere
25832 Van Scoyoc este un asteroid din centura principală de asteroizi. A fost descoperit pe 3 martie 2000 la Socorro, New Mexico, în cadrul proiectului LINEAR. Asteroidul prezintă o orbită caracterizată de o semiaxă mare de 3,00 ua, o excentricitate de 0,09 și o înclinație de 9,2° în raport cu ecliptica.